# Frida ensam
Frida ensam (швед. Фрида одинока) — сольный студийный альбом участницы шведской поп-группы ABBA Анни-Фрид Лингстад, выпущенный в 1975 году.

## Об альбоме
В записи диска принимал участие Бенни Андерссон, а также многие другие музыканты, сотрудничавшие с ABBA. Все песни на шведском языке. Все песни, кроме «Fernando» и «Som en sparv», являются кавер-версиями известных в то время хитов других исполнителей. Лингстад получила за альбом платиновый диск.

## Список композиций
| №  | Название               | Автор(ы)                                              | Кавер-версия              | Длительность |
| -- | ---------------------- | ----------------------------------------------------- | ------------------------- | ------------ |
| 1. | «Fernando»             | Стиг Андерсон, Бенни Андерссон, Бьорн Ульвеус         | оригинальная композиция   | 4:15         |
| 2. | «Jag är mig själv nu»  | Джерри Фуллер, Мари Бергман                           | «Young Girl»              | 3:04         |
| 3. | «Som en sparv»         | Ян Аскелинд, Барбро Хёрберг                           | оригинальная композиция   | 3:35         |
| 4. | «Vill du låna en man?» | Норро Уилсон, Рори Бурк, Билли Шеррилл, Стиг Андерсон | «The Most Beautiful Girl» | 2:41         |
| 5. | «Liv på Mars?»         | Дэвид Боуи, Ове Юншё                                  | «Life on Mars?»           | 3:45         |
| 6. | «Syrtaki»              | Гиоргос Зампетас, Алекос Сакелариос, Сэм Лундвалл     | «Siko Chorepse Syrtaki»   | 2:45         |

| №  | Название               | Автор(ы)                                           | Кавер-версия              | Длительность |
| -- | ---------------------- | -------------------------------------------------- | ------------------------- | ------------ |
| 1. | «Aldrig mej»           | Энрико Риккарди, Луиджи Альбертелли, Стиг Андерсон | «Vado Via»                | 4:02         |
| 2. | «Guld och gröna ängar» | Эрик Стюарт, Грэм Гоулдман, Ове Юншё               | «The Wall Street Shuffle» | 3:35         |
| 3. | «Ett liv i solen»      | Флавио Паулин, Ивано Микетти, Матс Полсон          | «Anima mia»               | 3:50         |
| 4. | «Skulle de’ va’ skönt» | Брайан Уилсон, Тони Ашер, Мари Бергман             | «Wouldn’t It Be Nice»     | 3:00         |
| 5. | «Var är min clown?»    | Стивен Сондхайм, Матс Полсон                       | «Send In the Clowns»      | 4:15         |

| №   | Название                            | Автор(ы)                                                                  | Кавер-версия         | Длительность |
| --- | ----------------------------------- | ------------------------------------------------------------------------- | -------------------- | ------------ |
| 12. | «Man vill ju leva lite dessemellan» | Витторио Таричотти, Марчелло Маррокки, Франка Эванджелисти, Стиг Андерсон | «Chi salta il fosso» | 2:51         |
| 13. | «Ska man skratta eller gråta?»      | Джанфранко Бальдацци, Серджио Бардотти, Розалино Челламаре, Стиг Андерсон | «Principessa»        | 3:51         |

## Участники записи
Список составлен в соответствии с информацией базы данных Discogs.

| Музыканты: - Анни-Фрид Лингстад — основной вокал - Бенни Андерссон — пианино, клавишные - Бьорн Ульвеус — акустическая гитара - Рутгер Гуннарссон — бас-гитара, акустическая гитара, мандолина, бузуки («Syrtaki») - Роджер Палм — ударные - Ола Брункерт — ударные («Fernando») - Янне Шаффер — электрогитара - Лассе Велландер — электрогитара («Fernando»), акустическая гитара - Андерс Гленмарк — электрогитара («Skulle de’ va’ skönt» и «Ett liv i solen») - Маландо Гассама — конга - Ингер Эст — бэк-вокал - Лассе Хольм — бэк-вокал - Лассе Вестман — бэк-вокал - Лиза Эман — бэк-вокал («Aldrig mej» и «Vill du låna en man?») - Лассе Карлссон — бэк-вокал («Aldrig mej» и «Vill du låna en man?») | Музыканты: - Янне Клинг — флейта («Fernando») - Янне Линдгрен — слайд-гитара («Vill du låna en man?») - Свен-Олоф Вальдофф — аранжировки струнных секций Технический персонал: - Бенни Андерссон — музыкальный продюсер - Бьорн Ульвеус — музыкальный продюсер («Fernando») - Леннарт Карлсмюр — звукоинженер, инженер сведе́ния («Syrtaki» и «Aldrig mej») - Оке Гран — звукоинженер - Майкл Б. Третов — звукоинженер («Fernando» и «Var är min clown?»), инженер сведе́ния - Руне Перссон — звукоинженер («Fernando» и «Var är min clown?»), инженер сведе́ния - Янне Ханссон — инженер сведе́ния - Руне Содерквист — дизайнер - Ола Лагер — фотограф |

## Позиции в хит-парадах
Еженедельные чарты:
| Хит-парад (1975)           | Высшая позиция | Пребывание |
| -------------------------- | -------------- | ---------- |
| Швеция (Sverigetopplistan) | 1              | 20 недель  |